# Capital Plaza
Capital Plaza ist der Name eines Gebäudekomplexes mit fünf Hochhäusern in Abu Dhabi, der Hauptstadt der Vereinigten Arabischen Emirate.
Capital Plaza befindet sich direkt an der Corniche von Abu Dhabi und beinhaltet neben drei Wohntürmen auch einen Büroturm und einen Hotelturm, in dem sich das Sofitel befindet.
- Wohnturm A: 39 Etagen, Höhe 173 Meter
- Wohnturm B: 45 Etagen, Höhe 210 Meter
- Wohnturm C: 39 Etagen, Höhe 173 Meter
- Hotelturm: 37 Etagen, Höhe 166 Meter
- Büroturm: 34 Etagen, Höhe 200 Meter

Die Basis des Gebäudekomplexes ist sieben Stockwerke hoch, auf dem Dach befindet sich ein Pool mit Bistro und Serviceeinrichtungen. Am Bau des Capital Plaza haben bis zu 3.000 Arbeiter gleichzeitig gearbeitet.
Bauträger war die Real Estate Investment Services Company (Reisco). Das gesamte Facilities Management des Gebäudekomplexes wird seit Fertigstellung 2011 von Dussmann Middle East GmbH, einer Tochter der Deutschen Dussmann Group, ausgeführt.
Im Gebäude befinden sich 247 Wohnungen (Türme A, B, C), daneben stehen je ein Turm mit Hotel- bzw. Büronutzung. Im Hotelturm befindet sich das 283 Zimmer umfassende Sofitel Abu Dhabi Corniche. Eröffnet wurde es im März 2012. In der Basis des Gebäudekomplexes sind, neben der Hotellobby, auch Restaurants und einige wenige Geschäfte zu finden. Im Büroturm mit 25.000 Quadratmeter Nutzfläche ist ein Großteil der Büros an internationale Unternehmen wie PwC, Deloitte und ADNOC, die langfristige Mietverträge abgeschlossen haben, vermietet. Der Büroturm hat eine Belegungsrate von 97 % (Stand Q1 2025).